# Dân Chủ, Hưng Hà
Dân Chủ là một xã cũ thuộc huyện Hưng Hà, tỉnh Thái Bình, Việt Nam.

## Địa lý
Xã Dân Chủ có vị trí địa lý:
- Phía đông và phía bắc giáp huyện Quỳnh Phụ
- Phía tây giáp xã Điệp Nông
- Phía nam giáp xã Duyên Hải và xã Hùng Dũng.

Xã Dân chủ có diện tích 4,04 km², dân số năm 2022 là 5.202 người, mật độ dân số đạt 1.287 người/km².

## Hành chính
Xã Dân Chủ được chia thành 7 thôn: Bái, Đan Hội, Đinh, Hà Thắng, Hà Tiến, Phú Hội, Trung Ngọc.

## Lịch sử
Ngày 28 tháng 9 năm 2024, Ủy ban Thường vụ Quốc hội ban hành Nghị quyết số 1201/NQ-UBTVQH15 về việc sắp xếp đơn vị hành chính cấp xã của tỉnh Thái Bình giai đoạn 2023 – 2025 (nghị quyết có hiệu lực từ ngày 1 tháng 11 năm 2024). Theo đó, thành lập xã Quang Trung trên cơ sở toàn bộ 4,04 km² diện tích tự nhiên và quy mô dân số là 5.202 người của xã Dân Chủ.
Theo Nghị quyết số 1666/NQ-UBTVQH15 ra tháng 6 năm 2025, sáp nhập tỉnh Thái Bình vào tỉnh Hưng Yên, giải thể đơn vị hành chính cấp huyện Hưng Hà, thành lập xã Diên Hà trên cơ sở sáp nhập toàn bộ diện tích và dân số 3 xã Duyên Hải, Văn Cẩm và Quang Trung.